# Olivoidea
Super-famille
Les Olivoidea sont une super-famille de mollusques gastéropodes marins de l'ordre des Neogastropoda.

## Liste des familles
Selon World Register of Marine Species (18 janvier 2021) :
- famille Ancillariidae Swainson, 1840
- famille Bellolividae Kantor, Fedosov, Puillandre, Bonillo & Bouchet, 2017
- famille Benthobiidae Kantor, Fedosov, Puillandre, Bonillo & Bouchet, 2017
- famille Olividae Latreille, 1825
- famille Pseudolividae de Gregorio, 1880

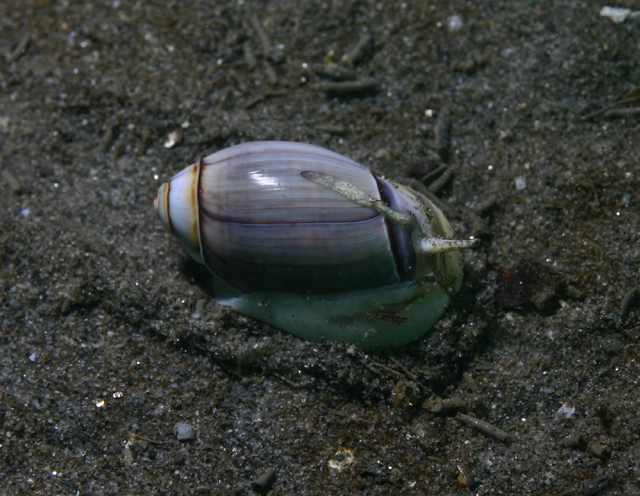
Callianax biplicata, un Olividae.
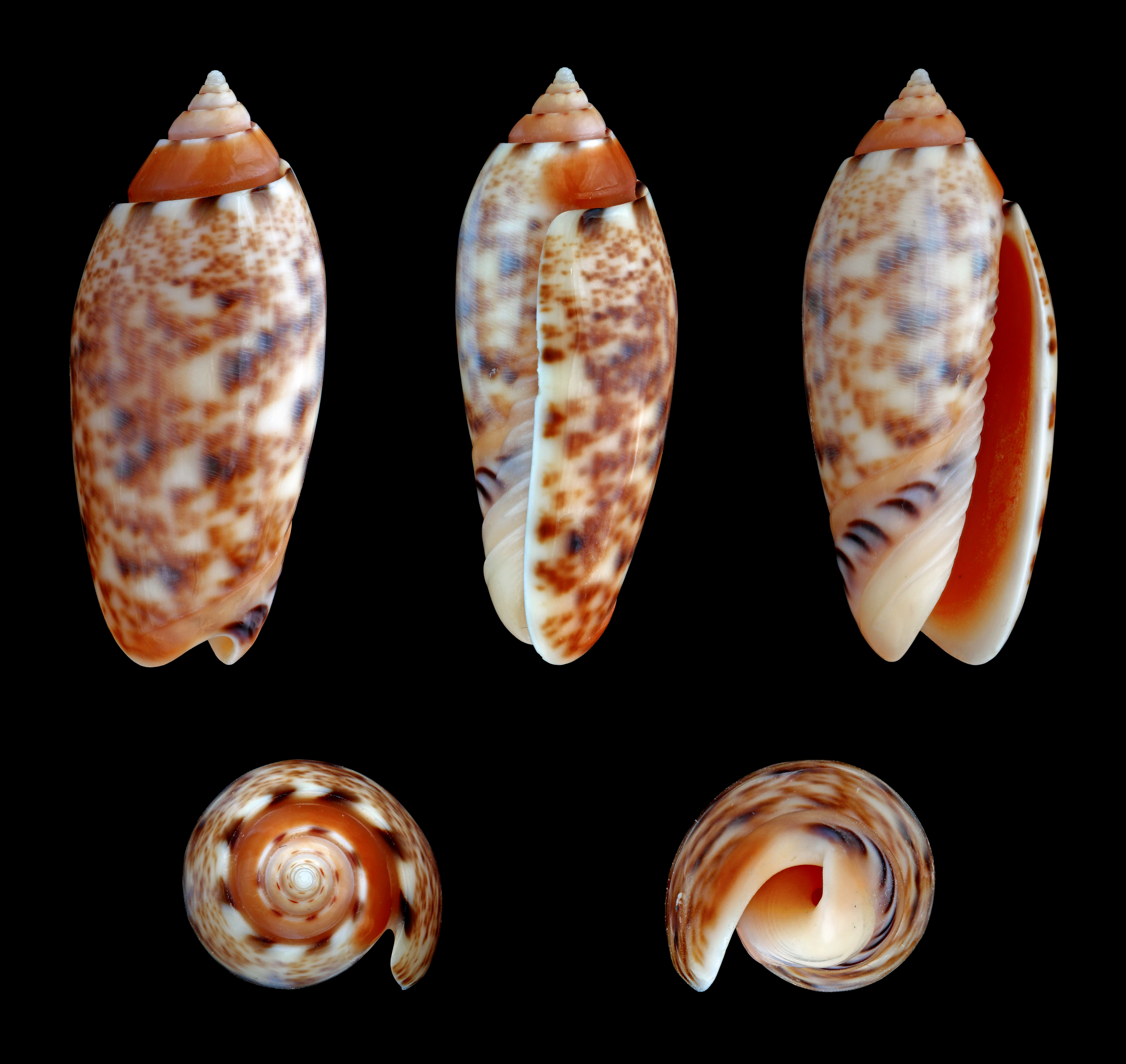
Oliva mantichora, un Olividae.